# Радован Бели Марковић
Радован Бели Марковић (Ћелије, 10. октобар 1947 — Лајковац, 19. јануар 2022) био је српски књижевник.

## Биографија
Марковић је рођен 10. октобра 1947. у селу Ћелије. Школовао се у Ћелијама, Лајковцу, Лазаревцу и Београду. Радио је као новинар ваљевског листа Напред (1978—1994), политички функционер у Лајковцу и управник лајковачке Градске библиотеке. Био је члан редакција Књижевне речи и Књижевних новина. У Ваљеву је за новинарски рад добио награду Здравко Лазић, као и награду ваљевског студија РТС за најзначајнији догађај у култури Ваљева 1997. године. Неколико пута је номинован за НИН-ову награду. Године 2004. био је кандидован за номинацију за Нобелову награду за књижевност. (www.glas-javnosti.co.rs Архивирано на веб-сајту  (23. март 2013)) Што је, у ствари био пропагандни трик издавача Миличка Мијовића и Радивоја Микића. Носилац је почасног звања Ваљевац-личност 2006. године (Размена) Члан је Матице српске, Српског књижевног друштва и Српског ПЕН центра. Управни одбор Удружења књижевника Србије га је 30. марта 2012. предложио за дописног члана Српске академије наука и уметности.
Добио је више књижевних награда, међу њима 2013. године Награде Рамонда Сербика. Поводом 65 година живота и 40 година рада изашла су његова сабрана дела у 13 књига.
Био је члан Удружења за културу, уметност и међународну сарадњу Адлигат.
Живео je и стварао у Лајковцу.
Поводом његове смрти Општина Лајковац је суботу 22. јануар 2022. прогласила за Дан жалости. Комеморација и сахрана су одржане 22. јануара 2022. у Лајковцу.

## Особине књижевног рада
Кроз многа дела нас води његов измишљени двојник који описује своје виђење света- то је Р. Б. Марковић, R. B. Markovitz, мними литерата, услужни књижевник или мртвих душа поклисар. Од њега се некад удаљава, а понекад се и сасвим поистовећује с њим.
Простор и време које описује су апсолутни, све се одиграва у његовом унутрашњем свету. Употребљава топониме свог родног краја (Колубара, Лајковац, Бело Ваљево, Обреновац, Уб), али они не представљају конкретне географске појмове, већ постају универзалне појаве. Нема ни конкретног историјског времена, иако се може учинити да описује период уочи Другог светског рата, или неки догађај из националне историје.
Изражава се необичним језиком са мноштвом сопствених неологизама, архаизама и варваризама, а наилазимо и на словеначки народни језик и кајкавско наречје; сваки друштвени слој карактерише одређени начин изражавања.
У основи осећања света је горко животно искуство, празнина, бол и депресија. Он је потресен трагичним доживљајем света. Од свега тога се брани хумором и иронијом- подсмева се свему, а пре свега себи самом.
Године 2021. обележио је 50 година рада. Критичари сматрају да је завичајном колубарском подручју својим делима подигао високи књижевни споменик.
У Ваљеву је маја 2022. одржан научни скуп „Кроз капије будућих времена” посвећен његовом делу. У Лајковцу је јануара 2023. обележена годишњица његове смрти.

## Наслеђе
О његовом стваралаштву писали су Витомир Вулетић, Радован Бели Марковић. Стилске и језичке игре, Ваљево, 2005.(Knjiga o Radovanu Belom Markoviću), и
Стојан Ђорђић, Песничко приповедање, Београд, 2006. Његово дело предмет је докторске дисертације Слађане Илић објављене у облику књиге „Државна животиња. Политика и људи у причама Радована Белог Марковића”.
По њему је названа библиотека у Лајковцу. Подигнут му је споменик августа 2022. на Кнежевом пољу испод Малог Повлена.
Њему у част 2022. године установљена је награда Бели за укупно новинарско дело у афирмацији књижевности и културе. О њему је Милош Јевтић написао књигу „Отворена поља Радована Белог Марковића” 2022. године.
По њему се додељује награда „Радован Бели Марковић”. Први добитник 2022. је Славица Гароња за роман „Шапати Мале Влашке”.

## Награде
Добитник је бројних награда:
- Награда Културно-просветне заједнице Ваљево, за књигу Швапска коса, за 1989.
- Андрићева награда, за књигу Сетембрини у Колубари, 1996.
- Награда „Бранко Ћопић”, за књигу Лајковачка пруга, 1997.
- Нолитова награда, за књигу Лајковачка пруга, 1997.
- Награда „Борисав Станковић”, за књигу Мале приче, 2000.
- Књижевна награда „Библиос”, за књигу Мале приче, 2000.
- Награда „Меша Селимовић”, за роман Лимунација у Ћелијама, 2000.
- Награда „Рачанска повеља”, 2001.
- Награда листа Напред, за књигу Кнез Мишкин у Белом Ваљеву, 2002.
- Награда „Жак Конфино”, за роман Последња ружа Колубаре, 2002.
- Награда „Стеван Сремац”, за роман Оркестар на педале, 2005.
- Награда „Вељкова голубица”, 2010.
- Награда „Златни Хит либер”, за роман Госпођа Олга, 2011.
- Вукова награда, за 2011.
- Повеља Удружења књижевника Србије, 2012.
- Награда „Рамонда сербика”, 2013.
- Награда „Светозар Ћоровић”, за роман Путникова циглана, 2016.
- Награда „Григорије Божовић”, за роман Путникова циглана, за 2016.
- Награда „Јован Скерлић”, за роман Путникова циглана, 2017; није примио.[23]
- Награда „Златна књига Библиотеке Матице српске”, 2017.
- Награда „Печат времена”, за роман Плава капија, 2018.
- Награда „Данко Поповић”, за роман Плава капија, 2018.
- Награда „Беловодска розета”, 2018.
- Повеља Матице српске за неговање српске језичке културе, за 2020.
- Награда „Златни крст кнеза Лазара”, 2021.

## Дела
- Паликућа и Тереза милости пуна, 1976.
- Црни колач, 1983.
- Швапска коса, 1989.
- Године расплета, 1992.
- Живчана јапија, 1994.
- Старе приче, 1996.
- Сетембрини у Колубари, 1996.
- Лајковачка пруга, 1997.
- Мале приче, 1999.
- Лимунација у Ћелијама, 2000.
- Последња ружа Колубаре, 2001.
- Кнез Мишкин у Белом Ваљеву, 2002.
- Девет белих облака, 2003.
- Оркестар на педале, 2004.
- Кавалери старога премера, 2006.
- Ћорава страна, 2007.
- Путникова циглана, 2016.[24]
- Стојна ветрењача, 2020.[25]